# Montreuil-Bonnin
Montreuil-Bonnin è un comune francese di 670 abitanti situato nel dipartimento della Vienne nella regione della Nuova Aquitania.

## Società

### Evoluzione demografica
Abitanti censiti